# 高木敏克
高木 敏克（たかぎ としかつ、1947年7月31日 - ）は、日本の小説家・詩人。フランツ・カフカや、イギリス文学・フランス文学の研究者でもある。季刊文科会員。航跡舎代表者。イリプス同人、詩的現代同人、時刻表同人。

## 来歴・人物
神戸市長田区に生まれる。関西大学文学部に進み、W・H・オーデンを研究した。卒業後は会社員として勤務する傍ら、1975年に同人誌『漿』を創刊する。『漿』には瀧克則、粟津謙太郎、大西隆志、織田年和、川岸則夫、倉橋信廣、倉本修、冨上芳秀、松田伊三郎、松尾真知子、田中孝雄、中平俊昭、桑原徹、永末恵子が参加した。
永末恵子とは1979年に結婚する。1979年、小説「溶ける闇」で第4回神戸文学賞を受賞。
2017年、「神々の丘」にて神戸新聞文芸2016年間最優秀賞を受賞した。
2023年、詩集「発光樹林帯」にて芸術文化団体の第七十回半どんの会文化賞を受賞した。
高木は戦後の時代認識について、「戦後文学というものを与えられた状況とのせめぎあいに生きえた文学ととらえるならば、安保闘争も全共闘運動も表現にとっては与えられた幸運な状況でありえたのではないだろうか?」と記している。

## 評価
小島輝正は、高木の書いたエッセイについて「同じ若い世代に現実そのものではなくて、現実のからくりとそれが示唆する不分明な意味とを透視するＸ線写真のような虚構のモノクロ世界を描こうとする流れがある。「漿」12号の高木敏克もこれに属する。（中略）作者が他のエッセー（同じ12号の『透現実の視点』で、前出『仮称・同世代アンソロジー』の交流誌24号に書いたのを転載したものだが、短文ながらユニークな発想を持ったエッセーだったー小島追記）でいう『透現実』世界を構築しようとしたもので、通読にいささか忍耐を要するが、確かな視覚的ディテールに支えられた意欲作である。」と評した。
フランス文学者の織田年和は高木の小説に帯文を複数寄せているが、『暗箱の中のなめらかな回転』（1986年）では「高木敏克の小説の特色は自在なイメージの組み合わせから生じる機知（フロイトの言う意味での）のおもしろみにある。彼の華麗なイメージの洪水がシュールリアリズムの亜流に堕すことから逃れえているのは、その機知の感覚の感覚のおかげだ。読者よ、ジブラルタル、バルセローナ、神戸に繰り広げられるイメージと機知の饗宴に身をまかせられよ。」、『白い迷路』（1989年）では「高木敏克の小説のおもしろさを誰か他の作家の作品によって代替できるだろうか? 12年前、パリの大学都市のカフェ・デュ・パルクで彼の作品が載っている同人誌を読みながらそう自問したことを思い出す。
その頃の高木はイメージの自在な駆使が大きな魅力だったが、最近作では、彼の奔放なイメージの造形は単に奇抜なだけではなく、深い説得力をもってきている。やはり、このおもしろさを高木の作品以外で見つけるのは難しいだろう。」、『神撫』(2023)では「髙木敏克の魔術的リアリズムを一度味わうと、それ以外の小説が物足りなくなって、困る」と記している。
詩人で文芸評論家の倉橋健一は髙木敏克の詩集『発光樹林帯』(2021年)に帯文を寄せているが、「音楽の富を詩に、といったマラルメの言葉を援用するなら、高木敏克さんの今回のこの詩集を読んで、凄まじいまでのプロット性、豊かな散文の量に圧倒された。まさに小説の富を詩に奪回しつつある詩集と言っていいだろう。カフカや初期安部公房のエキスを彷彿させて、変容をキィワードに、ぐいぐい読者を誘い込む。その一方で、ことば遊びの要素など肌理こまかさも忘れない。あえて実存詩集と呼んでみたい。」と記している。

## 著書
- 『暗箱の中のなめらかな回転』編集工房ノア、1986年
- 『白い迷路から』白地社、1989年
- 『港の構造』航跡舎、2018年
- 『発光樹林帯』澪標、2021年
- 『神撫』澪標、2023年